# Parker (Pennsylvanie)
Pour les articles homonymes, voir Parker.
Parker est une ville située dans le comté d’Armstrong, dans le Commonwealth de Pennsylvanie, aux États-Unis. Lors du recensement de 2010, elle comptait 840 habitants.

## Source
- (en) Cet article est partiellement ou en totalité issu de l’article de Wikipédia en anglais intitulé « Parker, Pennsylvania » (voir la liste des auteurs).